# Pussycat, Pussycat, I Love You
Pussycat, Pussycat, I Love You è un film commedia del 1970 del regista Rod Amateau, inteso come seguito del film del 1965 Ciao Pussycat. Gli attori protagonisti sono Ian McShane, Anna Calder-Marshall, John Gavin e Severn Darden.

## Trama
Un nevrotico statunitense che vive a Roma consulta un altrettanto nevrotico psichiatra sulle sue diverse paure e sul rapporto con la moglie in via di dissoluzione.